# Vasum globulus
Vasum globulus är en snäckart som beskrevs av Jean-Baptiste Lamarck 1816. Vasum globulus ingår i släktet Vasum och familjen Turbinellidae. Inga underarter finns listade i Catalogue of Life.